# Тенізовський сільський округ
Тені́зовський сільський округ (каз. Теңіз ауылдық округі, рос. Тенизовский сельский округ) — адміністративна одиниця у складі Мендикаринського району Костанайської області Казахстану. Адміністративний центр — село Тенізовське.
Населення — 424 особи (2021; 988 у 2009, 1594 у 1999, 2524 у 1989).
Станом на 1989 рік існувала Тенізовська сільська рада (село Новоніколаєвка, селища Комишний, Талапкер, Тенізовський). Село Талапкер було ліквідоване 2009 року.

## Склад
До складу округу входять такі населені пункти:
| Населений пункт      | Старі назви  | Населення, осіб (1989) | Населення, осіб (1999) | Населення, осіб (2009) | Населення, осіб (2021) |
| -------------------- | ------------ | ---------------------- | ---------------------- | ---------------------- | ---------------------- |
| Комишний, селище     | -            | 53                     | -                      | -                      | -                      |
| Новоніколаєвка, село | -            | 428                    | 267                    | 98                     | 30                     |
| Талапкер, село       | -            | 318                    | 168                    | 47                     | -                      |
| Тенізовське, село    | Тенізовський | 1725                   | 1159                   | 843                    | 394                    |